# T-14 Armata
El T-14 Armata (en ruso: Т-14 «Армата»; designación industrial "Obj'yect 148") es un carro de combate principal y el diseño más avanzado de Rusia (en modelos de tanques), el cual está basado en la plataforma universal de combate Armata. Su primera presentación al público se dio en el marco de los ensayos del desfile militar con motivo del 70.mo aniversario de la victoria tras la Gran Guerra Patria, en Moscú, Rusia; el 9 de mayo de 2015, inicialmente con su torreta cubierta y su cañón envuelto.

## Descripción

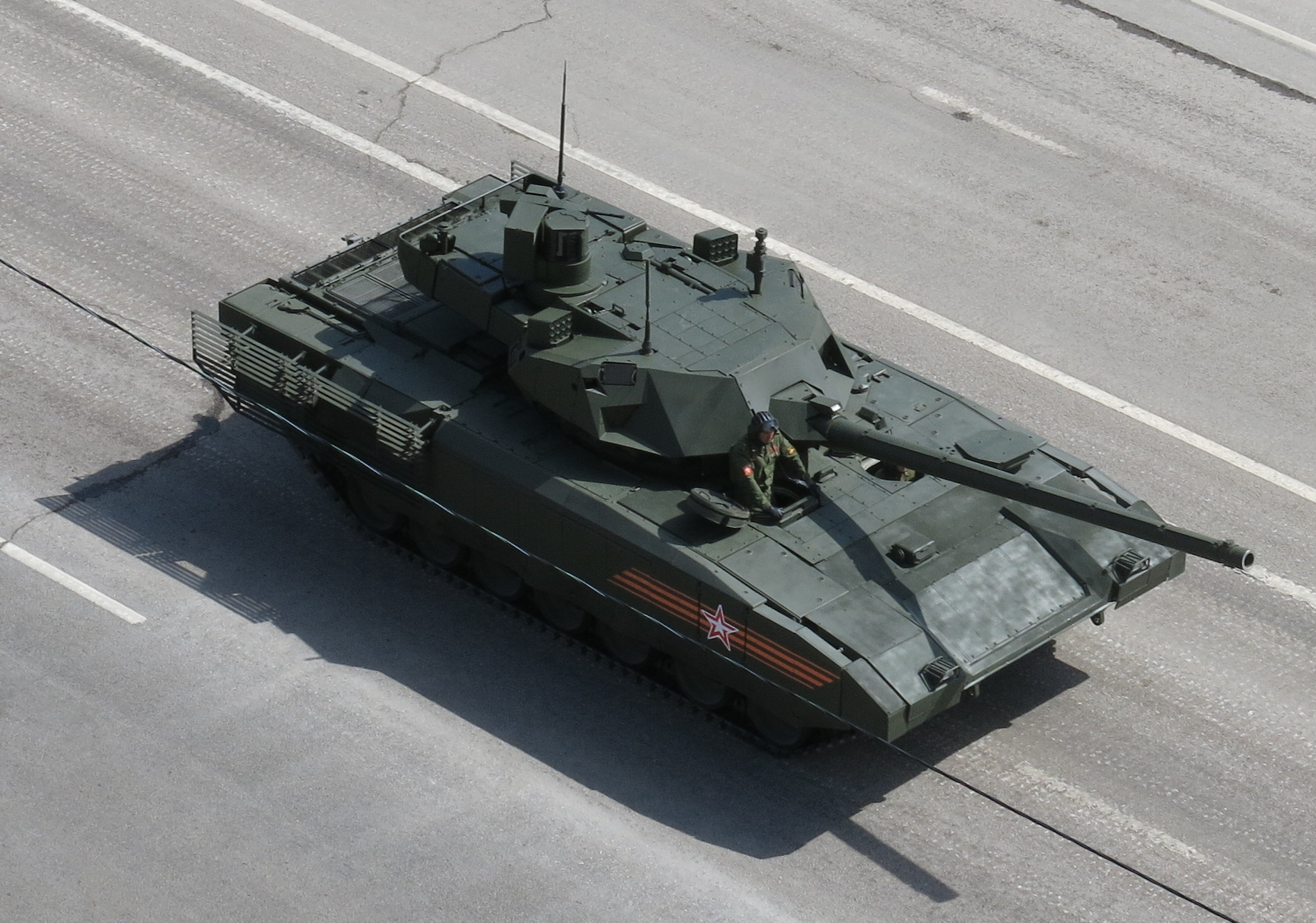
Vista aérea sobre el tanque.

Exhibiendo por primera vez un cambio total entre los diseños soviéticos/rusos, el T-14 Armata representa la nueva generación de blindados rusos. Uno de los cambios respecto a diseños previos es la posición del comandante, que en vez de situarse en la torreta, opera desde una posición en el frente del casco, al frente de la torreta, a la derecha del conductor.

## Características

### Armamento

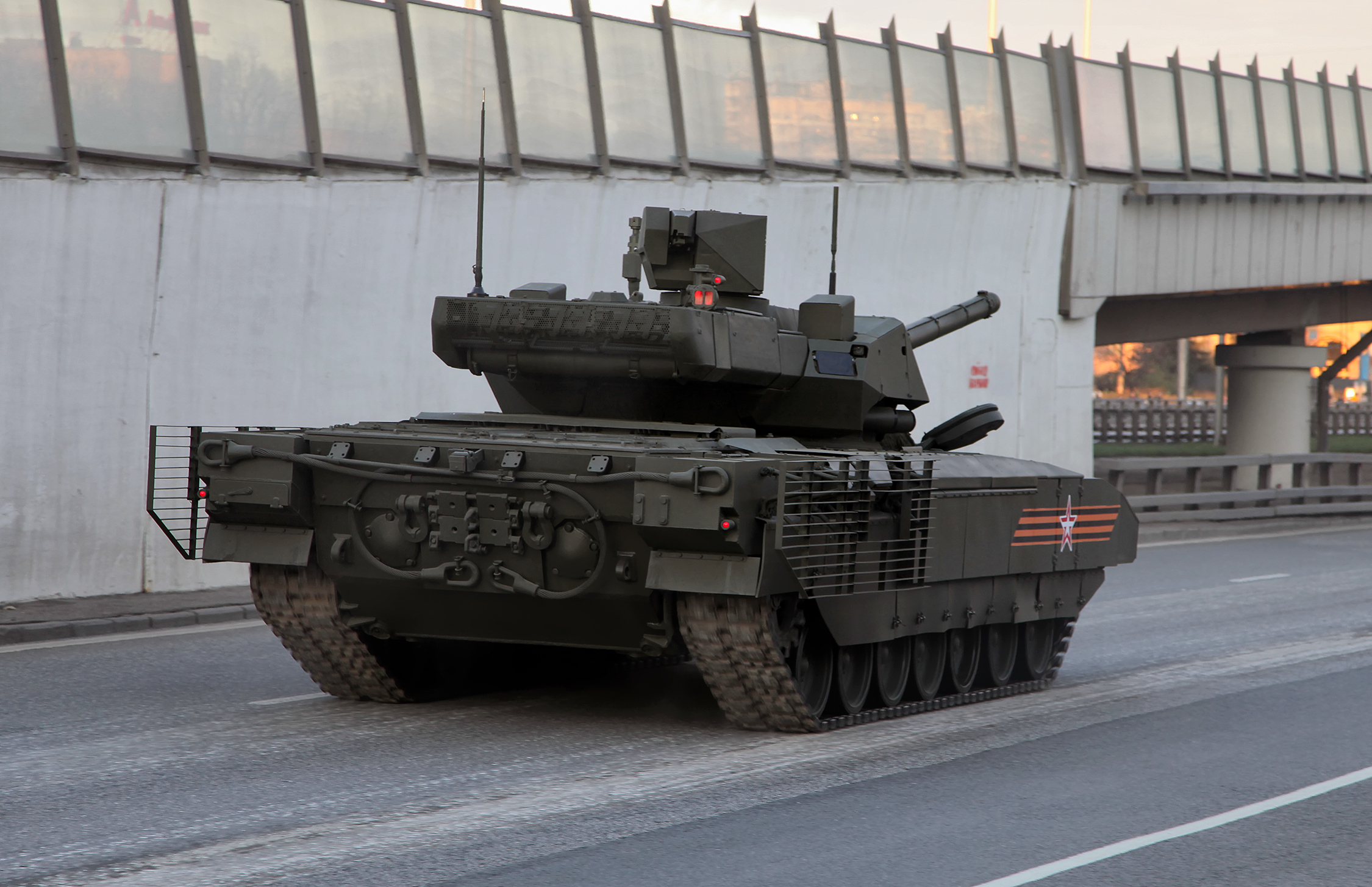
Vista trasera/lateral donde se observa la cubierta del comandante.

El armamento principal es un novedoso cañón totalmente diferente al tradicional de los diseños ruso/soviéticos -el 2A46-, el 2A82-1M, también de calibre 125 mm, y de ánima lisa, que permite como su predecesor, el disparo de misiles desde el mismo sin conjuntos de adaptación.
El armamento secundario consiste de una Kord de calibre 12,7 mm (índice GRAU: 6P49) con una reserva de 300 cartuchos para su defensa antiaérea, y una de rol antipersonal, ya sea del modelo Pecheneg o la PKTM, ambas de calibre 7,62 mm (índice GRAU: 6P7К), y con una reserva de 1000 cartuchos.

### Motorización

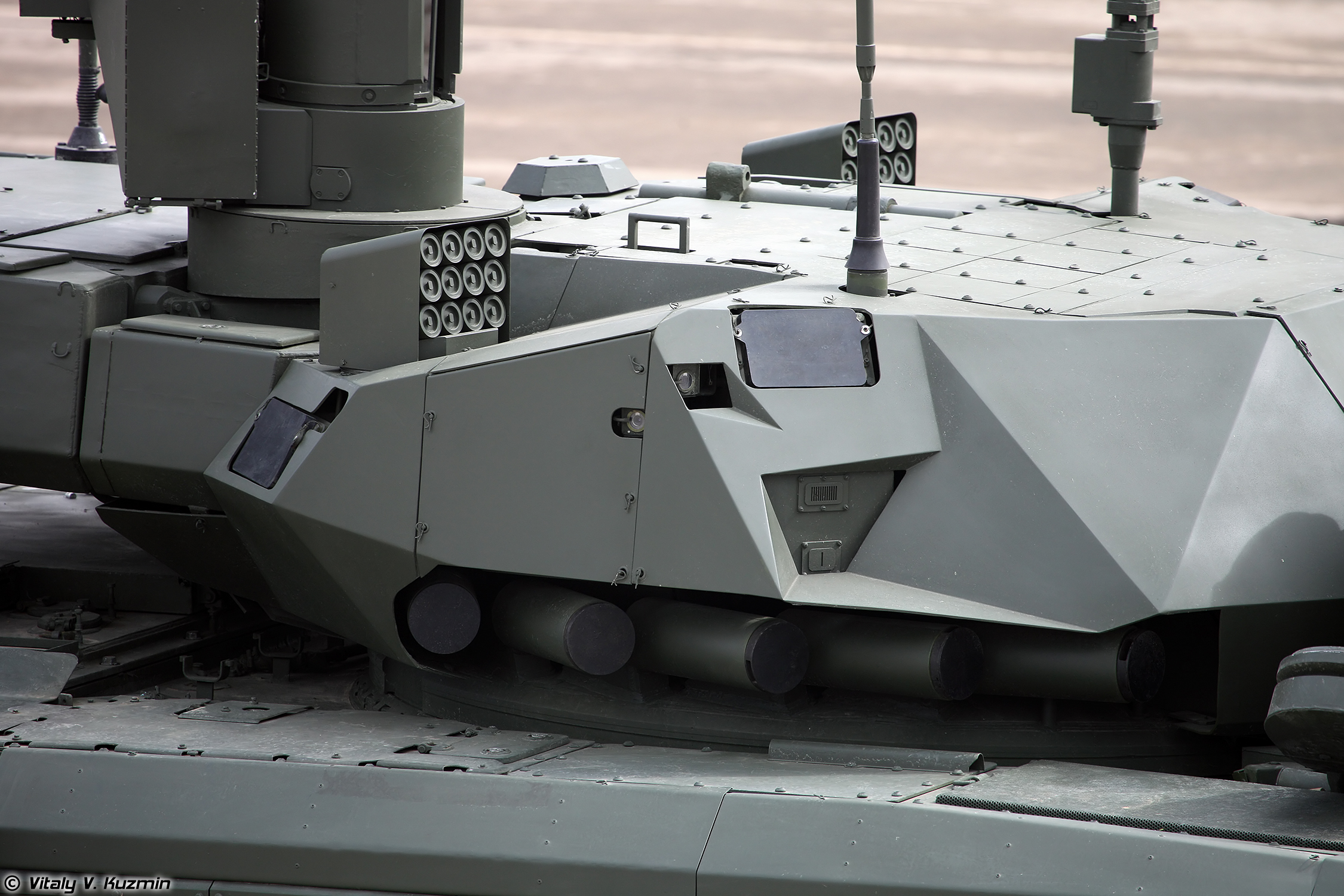
Detalle de la torreta.

El T-14 Armata está motorizado por un bloque diésel de 1500 caballos (1119 kW), fabricado en la ChTZ, de la referencia 12Н360 (A-85-3A), de vida estimada de 2000 horas. El mismo tiene incorporado un limitador electrónico de revoluciones que lo puede limitar hasta los 1200 caballos (895 kW) en su operación, que le permite resistir hasta 10000 horas.
Dispone de una caja de cambios de doce velocidades de tipo automática, y una velocidad máxima estimada entre 80-90 km/h, con una autonomía de 500 km. La suspensión del T-14 Armata es de barras de torsión, y su conjunto de rodadura se compone de siete ruedas entre cada una de sus orugas, a diferencia de las tradicionales seis de los diseños soviéticos/rusos previos.

### Protección

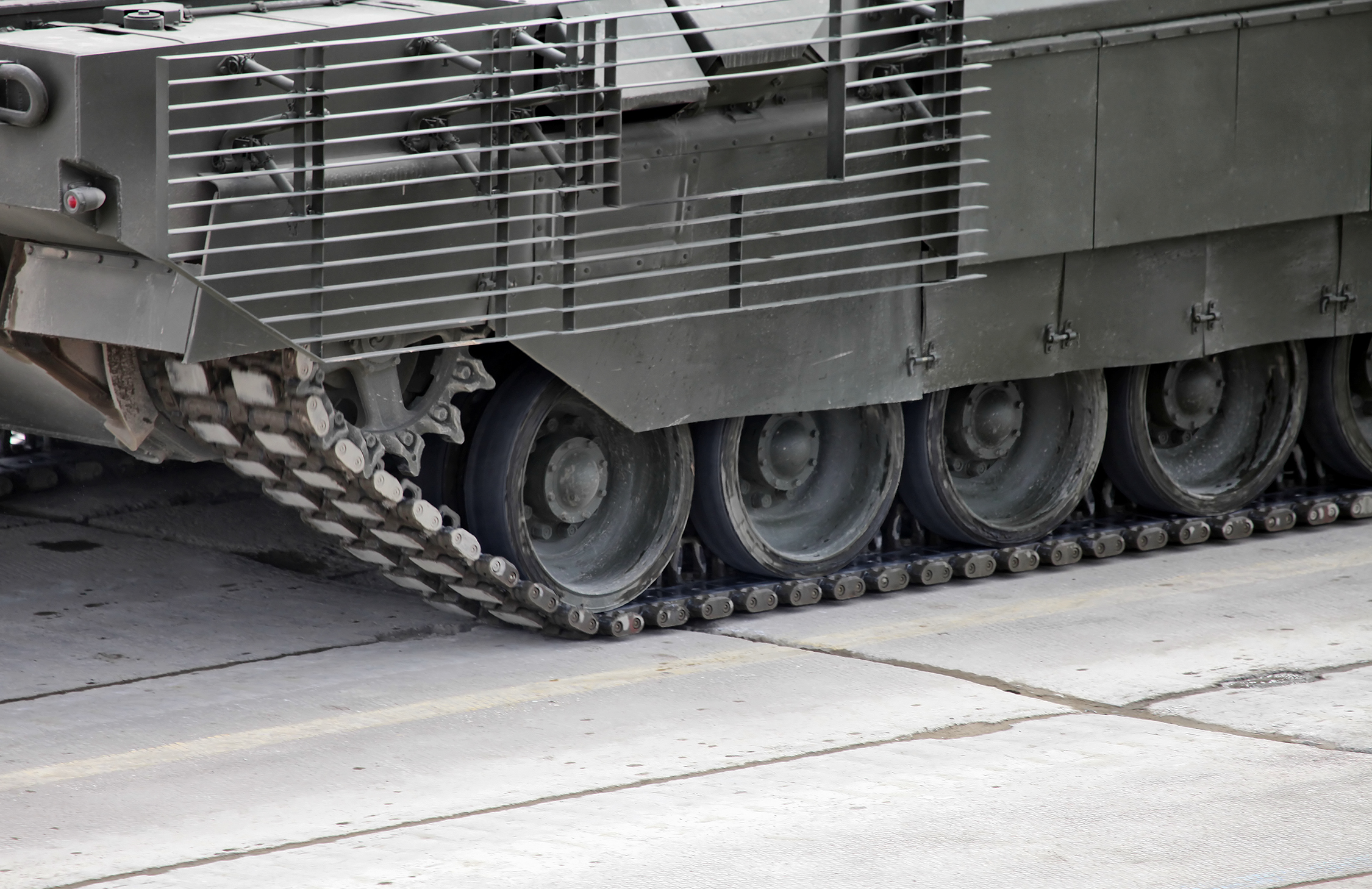
Detalle de las orugas.

Adicional al Blindaje reactivo, el T-14 está equipado con un sistema de protección activa designado Afghanit (en ruso: Афганит), y dicho sistema incorpora un radar de banda milimétrica que detecta, rastrea e intercepta amenazas tanto provenientes de misiles antitanque, y de rondas de tanque de tipo hipersónico, penetradores cinéticos y cargas en tándem. Además, su tripulación está protegida por una cápsula de blindaje reforzado interna, la que incrementa sus probabilidades de supervivencia en caso de un impacto catastrófico.

## Historial de servicio
El 25 de diciembre de 2022, durante la invasión rusa de Ucrania, el presentador de televisión ruso Vladímir Soloviov publicó imágenes del T-14 en entrenamiento de combate y otras fuentes afirmaron que el tanque estaba siendo preparado para la batalla y ya desplegado en la zona de conflicto, y un experto militar dijo que los videos probablemente fueron filmados cerca de Kazán.
El 25 de abril de 2023, RIA Novosti informó que el T-14 Armata se había utilizado para disparar indirectamente contra posiciones ucranianas. Aún no se ha desplegado en operaciones de asalto directo. Los tanques recibieron protección adicional y las tripulaciones pasaron por una “coordinación de combate”.  Algunos observadores externos expresaron escepticismo con respecto a la preparación para el combate del T-14.
El 19 de julio de 2023, TASS citó a dos fuentes anónimas de la industria de defensa que afirmaban que el grupo de batalla del sur de Rusia había desplegado T-14 en combate directo en primera línea para evaluar su desempeño, antes de retirarlos del frente. Aún no se ha publicado información oficial sobre su despliegue en la zona del conflicto.
El 4 de septiembre de 2023, TASS confirmó que el T-14 Armata había sido retirado de Ucrania. Fue desplegado en una función de fuego indirecto para probarlo en "condiciones de combate reales" mientras estaba protegido de "operaciones de asalto directo". Se dijo que el tanque había recibido "protección lateral adicional de munición antitanque". El servicio de inteligencia británico dijo que se había usado sólo con fines propagandísticos.

## Usuarios
- Rusia

- Fuerzas terrestres de Rusia 20 unidades utilizadas para pruebas de combate.

### Listas relacionadas
- Anexo:Tanques de combate principal por generación